# Justicia squarrosa
Justicia squarrosa là một loài thực vật có hoa trong họ Ô rô. Loài này được Griseb. mô tả khoa học đầu tiên năm 1874.